# Аллахвердиев, Мусеиб Абдулла оглы
Мусеи́б Абдулла́ оглы́ Аллахверди́ев (азерб. Müseyib Abdulla oğlu Allahverdiyev; 22 апреля [5 мая] 1909, Даг Кесаман, Кавказское наместничество — 19 мая 1969, Казах) — советский офицер, азербайджанец по национальности, командир батальона 119-го гвардейского стрелкового полка 40-й гвардейской стрелковой дивизии 4-й гвардейской армии 3-го Украинского фронта. Герой Советского Союза (24.03.1945), гвардии капитан, гвардии майор в отставке.

## Биография

### Довоенные годы
Родился в семье крестьянина. Получил неполное среднее образование. Работал в колхозе. Вступил в ВКП(б) в 1932 году. С 1931 по 1933 годы проходил службу в рядах Красной Армии, с 1933 по 1936 учился в Тбилисском военном пехотном училище. После окончания училища находился в войсках на политической работе.

### Великая Отечественная война
Участник войны с июля 1941 года. Участвовал в боях под Москвой, за героизм в ходе которых был награждён орденом Красной Звезды. Вместе с советскими войсками освобождал Украину и Венгрию.
В ходе боя на берегу Дуная в ночь на 1 декабря 1944 года батальон Аллахвердиева уничтожил 500 и взял в плен 2 200 вражеских солдат и офицеров, захватил 24 орудия, 36 пулеметов, 8 минометов, 3 автомашины, 10 повозок, 2 склада с боеприпасами и склад с продовольствием.
В ходу боев за столицу Венгрии Будапешт батальон Аллахвердиева остановил колонну из 120 танков, шедших на помощь осажденным немецким войскам. Батальоном было уничтожено 25 танков и до 700 вражеских солдат и офицеров.

Указом Президиума Верховного Совета СССР от 24 марта 1945 года за образцовое выполнение заданий командования и проявленные мужество и героизм в боях с немецко-фашистскими захватчиками гвардии капитану Аллахвердиеву Мусеибу Абдулла оглы присвоено звание Героя Советского Союза с вручением ордена Ленина и медали «Золотая Звезда».

## Послевоенный период
В 1946 году гвардии майор Аллахвердиев уволен в запас. Умер 19 мая 1969 года.

## Память
- В селе Даг-Кесаман, на родине героя, установлен его бюст.

## Награды
- Медаль «Золотая Звезда» Героя Советского Союза (24.03.1945, медаль № 4873)
- Орден Красной Звезды
- Орден Ленина (24.03.1945)
- Медали, в том числе:
  - Медаль «За победу над Германией в Великой Отечественной войне 1941—1945 гг.»
  - Юбилейная медаль «Двадцать лет Победы в Великой Отечественной войне 1941—1945 гг.»